# علي كندي (تشاراويماق)
علي كندي (بالفارسية: علی‌کندی) هي منطقة سكنية تقع في قسم تشاراويماق الجنوبي الغربي الريفي في إيران. يقدر عدد سكانها بـ 34 نسمة .